# Halla socken, Södermanland
Halla socken i Södermanland ingick i Jönåkers härad och är sedan 1971 en del av Nyköpings kommun, från 2016 inom Vrena distrikt.
Socknens areal är 33,10 kvadratkilometer, varav 16,78 land. År 1948 fanns här 197 invånare. Sockenkyrkan Halla kyrka ligger i socknen. 

## Administrativ historik
Halla socken omtalas i dokument första gången omkring 1314 ("de Hallu"). Kyrkan härrör dock från 1100-talet.
Vid kommunreformen 1862 övergick socknens ansvar för de kyrkliga frågorna till Halla församling och för de borgerliga frågorna till Halla landskommun. Landskommunen inkorporerades 1952 i Stigtomta landskommun som 1971 uppgick i Nyköpings kommun. Församlingen uppgick 2006 i Kiladalens församling. Församlingen uppgick 1995 i Vrena församling som 2002 uppgick i Stigtomta-Vrena församling.
1 januari 2016 inrättades distriktet Vrena, med samma omfattning som Vrena församling hade 1999/2000 och fick 1995, och vari detta sockenområde ingår.
Socknen har tillhört län, fögderier, tingslag och domsagor enligt vad som beskrivs i artikeln Jönåkers härad.  De indelta soldaterna tillhörde Södermanlands regemente, Livkompaniet.

## Geografi
Halla socken ligger på näset mellan Yngaren och Hallbosjön. Socknen har uppodlad slättbygd  med inslag av skogklädda kullar.

## Fornlämningar
Från järnåldern finns sju gravfält med cirka 450 stensättningar samt två fornborgar.

## Namnet
Namnet (1314, Halla) innehåller hal, 'häll, klippa, sten' och kan syfta de många klipphällarna i området eller så kan det avse ett namn, Hall, på en specifik klippformation öster och nordost om kyrka.